# Xədicə İsmayılova
Xədicə İsmayılova (pronuncia /xædiːˈdʒæ ismɑˈjɯlovɑ/), generalmente citata come Khadija Ismayilova (Baku, 27 maggio 1976) è una giornalista azera.
Giornalista investigativa, İsmayılova è stata conduttrice di Radio Free Europe/Radio Liberty, e successivamente anche ospite al quotidiano dibattito televisivo İşdən Sonra. È una componente del gruppo di giornalismo investigativo Organized Crime and Corruption Reporting Project (OCCRP). Nel dicembre del 2014, İsmayılova è stata arrestata con l'accusa di istigazione al suicidio, imputazione considerata falsa da molte organizzazioni per i diritti umani. Il 1º settembre 2015, İsmayılova è stata condannata a sette anni e mezzo di prigione per appropriazione indebita ed evasione fiscale. Il 25 maggio 2016, la Corte suprema azera ha disposto il rilascio di İsmayılova in regime di libertà vigilata.

## Formazione e vita privata
Xədicə İsmayılova ha frequentato la scuola 135 di Baku, dpilomandosi nel 1992. Si è laureata in filologia all'Università statale di Baku nel 1997. Nei dieci anni successivi ha lavorato come giornalista per reti locali e straniere tra cui il giornale Zerkalo, Caspian Business News e l'edizione azera di Voice of America.
İsmayılova è dichiaratamente atea.

## Lavoro investigativo
İsmayılova è stata a capo dell'ufficio azero di Radio Free Europe/Radio Liberty dal 2008 al 2010, dopo di che ha continuato a lavorare nella redazione della radio come giornalista. All'inizio del 2010, una serie di suoi articoli sulla corruzione ad alto livello nell'amministrazione dello stato azero scatenarono grandi controversie dal momento che in essi si indicavano come direttamente coinvolti nel sistema di corruzione l'attuale presidente azero Ilham Aliyev, sua moglie Mehriban Aliyeva e i loro figli. Il governo non ha mia commentato nessuna di queste inchieste. Due di tali articoli vennero riconosciuti da Radio Free Europe/Radio Liberty come i migliori reportage investigativi per gli anni 2010 e 2011. Poiché i media azeri sono ampiamente controllati dal governo questi tipo di reportage investigativi indipendenti non sono comuni nel paese.
Nel marzo del 2010 il Washington Post pubblicò un articolo, non scritto direttamente da İsmayılova, ma nel quale si utilizzavano dei dati presenti in alcuni dei suoi precedenti lavori, in cui si sosteneva che il figlio undicenne del presidente azero Ilham Aliyev fosse proprietario di un bene immobile dal valore di 44 milioni di dollari negli Emirati Arabi Uniti. Successivamente İsmayılova co-pubblicò un articolo in cui faceva luce sulle attività economiche dei membri della famiglia del presidente e la sua stretta cerchia di amici. L'articolo in particolare descriveva le attività della figlia di Aliyev, Arzu Aliyeva. Nel testo si sosteneva che Aliyeva fosse proprietaria di una banca che non era mai stata privatizzata. Inoltre, si riportava che Arzu Aliyeva era diventata co-proprietaria di una società senza aver mai vinto la gara d'appalto e aveva il controllo di tutti i servizi più redditizi della compagnia aerea Azerbaijan Airlines, come la gestione dei taxi aeroportuali, i duty-free shop, il servizio di catering a bordo e l'assistenza tecnica per i veicoli, attività per le quali non era presente una trasparente rendicontazione finanziaria.
Nel giugno del 2011 İsmayılova pubblicò un altro articolo che suscitò grandi polemiche. In questo testo rivelava i nomi delle compagnie offshore che erano state registrate a nome delle figlie di Aliyev. Nel reportage si affermava che le donne avevano acquistato un operatore telefonico e l'uso del monopolio del servizio 3G nel paese. Nello stesso articolo si sosteneva anche che il proprietario dell'operatore telefonico era stato fittiziamente associato alla Siemens con l'obbiettivo di partecipare a gare d'appalto statali e in questo modo aggirare le leggi azere che non permettevano alle compagnie registrate da poco di farlo. In un reportage investigativo di cui İsmayılova era co-autrice e che venne pubblicato nel maggio del 2012, si sosteneva che il consorzio AIMROC, che aveva l'incarico di eseguire l'estrazione di oro e argento per 2,5 miliardi di dollari nella cava di Chovdar, fosse di proprietà di tre compagnie panamensi controllate in precedenza dalla moglie e dalle figlie del presidente. L'ufficio del Presidente si rifiutò di commentare la vicenda.
Il 12 giugno 2012, l'Assemblea Nazionale dell'Azerbaigian emendò tre leggi. Come conseguenza di queste modifiche, da quel momento in poi le informazioni sulla proprietà delle aziende, inclusi i nomi e le quote dei proprietari, sarebbero state rilasciate solo su richiesta di un tribunale, ad indagini di polizia in corso, su ordine di agenzie incaricate di auditing finanziario o con il consenso del proprietario dell'azienda. Secondo Azerireport questa fu la risposta del governo alle indagini giornalistiche iniziate da İsmayılova che era riuscita a portare all'attenzione pubblica la dilagante corruzione del governo azero. Il membro dell'opposizione İlqar Məmmədov riconobbe che l'adozione di questi emendamenti era legata allo scandalo suscitato dai reportage di İsmayılova e aggiunse che le nuove leggi avrebbero reso il paese una zona offshore, ovvero un ambiente favorevole alla diffusione della corruzione. Quasi contemporaneamente, il 13 giugno 2012, l'Assemblea Nazionale approvò una legge che riconosceva l'immunità a vita a tutti i precedenti presidenti e alle rispettive consorti.
Un altro reportage investigativo a firma di İsmayılova venne pubblicato nell'ottobre del 2012 all'interno del progetto giornalistico transnazionale Organized Crime and Corruption Reporting Project. Per la stesura di questo articolo, İsmayılova aveva collaborato con due giornalisti cechi. Al suo interno si affermava che alcuni alti ufficiali del paese e i membri delle loro famiglie erano proprietari di compagnie registrate a loro nome in Repubblica Ceca e che grazie a queste società possedevano lussuosi immobili a Karlovy Vary. I nomi di Arzu Aliyeva (che si diceva essere proprietaria di una villa da un milione di dollari), il suocero di Ilham Aliyev Arif Pashayev, e del Gran Mufti del Caucaso Allahshukur Pashazadeh, del fratello di quest'ultimo, nonché membro del Parlamento Javanshir Pashazadeh, del deputato Adil Aliyev e del fratello di quest'ultimo Allahverdi Aliyev, venivano menzionati tra coloro che risultavano proprietari di società azere e beni in Repubblica Ceca. Secondo un report di Freedom House, le leggi azere vietavano che gli ufficiali governativi, incluso il presidente, siano proprietari di attività economiche, ma non c'erano restrizioni per i membri delle loro famiglie. Nel suo reportage İsmayılova citò l'opinione di Vasif Movsumov, direttore esecutivo della Fondazione Anti-Corruzione di Baku, il quale aveva dichiarato che i membri del Parlamento violavano la legge se risultavano proprietari di società mentre ricoprivano la carica.
Nell'agosto del 2013, İsmayılova, commentando la lista di persone dichiarate non grate in Azerbaigian in seguito alla loro visita nel territorio del Nagorno-Karabakh occupato dall'Armenia, notò che alcune delle persone che apparivano nella lista erano di fatto giornalisti e attivisti per i diritti umani. Secondo İsmayılova a queste persone, soprattutto a quelle per cui le ragioni della messa al bando non venivano esplicitate nel documento, veniva vietato l'ingresso nel paese per aver criticato il comportamento del governo azero. Per molti di essi non era in realtà chiaro se avessero mai visitato il Nagorno-Karabakh.

## Minacce, ricatti e questioni giudiziarie

### Ricatto a sfondo sessuale
Il 7 marzo 2012, İsmayılova ricevette quelle che sembravano essere istantanee di un filmato registrato con una videocamera nascosta posizionata nella sua camera da letto che la ritraevano in un momento di intimità con il suo fidanzato. Il plico includeva una lettera contenente minacce di "umiliazioni pubbliche" qualora İsmayılova non avesse modificato il suo comportamento. Immagini simili furono inviate anche al suo fidanzato, ad alcuni familiari e a una serie di media riconducibili all'opposizione di governo. Secondo Agnès Callamard, Direttrice esecutiva di Article 19, organizzazione per i diritti umani con sede a Londra, il ricatto a sfondo sessuale messo in atto contro İsmayılova mirava a colpirla profondamente poiché questo "in una società come quella azera è suscettibile di avere conseguenze particolarmente pesanti". İsmayılova rifiutò pubblicamente di cedere ai ricattatori. Il 14 marzo, il filmato originale venne pubblicato su un sito riconducibile al partito di opposizione Musavat. I funzionari del partito dichiararono che il sito non li rappresentava e condannarono l'atto. İsmayılova accusò il governo, in primo luogo l'amministrazione presidenziale, per avere orchestrato l'operazione ricattatoria e lanciato una campagna diffamatoria ai suoi danni per vendicarsi della sua attività investigativa. Il giorno seguente alla ricezione del materiale, İsmayılova presentò un ricorso all'ufficio del Procuratore generale che, tuttavia, aprì l'indagine soltanto dopo che il video venne reso pubblico.
Numerose organizzazioni locali e internazionali hanno mostrato il loro sostegno a İsmayılova e hanno condannato i tentativi di ricatto ai suoi danni, come, tra gli altri, l'Institute for Media Rights (Azerbaigian), l'Institute for Reporters' Freedom and Safety (Azerbaigian), Amnesty International, il Committee to Protect Journalists, l'Association of Women Journalists (Azerbaijan), la sezione locale dell'Helsinki Committee for Human Rights. Nella lettera inviata al Presidente Ilham Aliyev, Dunja Mijatovic, Rappresentante OSCE per la libertà dei media, ha insistito perché i responsabili del ricatto venissero identificati e perseguiti.
Nell'aprile 2012, la cantante pop inglese Sandie Shaw si unì alla campagna lanciata da Amnesty International per chiedere la fine delle violazioni dei diritti umani in Azerbaigian. Shaw si espresse così sul caso İsmayılova: "È nauseante che qualcuno possa cadere così in basso nel tentativo di mettere a tacere una giornalista indipendente. Le persone dietro questo terribile ricatto e dietro la campagna diffamatoria devono essere portate davanti alla giustizia. E la persecuzione dei giornalisti indipendenti in Azerbaigian deve cessare".
Il 26 aprile 2012, l'ufficio del Procuratore generale rese pubblici i nomi delle persone che avevano vissuto o visitato l'appartamento dove il filmino era stato girato. İsmayılova criticò questo atto, sostenendo che il Procuratore generale, invece di portare avanti l'indagine, dava adito al gesto dei ricattatori intervenendo nella sua vita privata in questo modo. Nel frattempo, İsmayılova portava avanti la sua inchiesta personale. Affermò che il timbro sulla lettera contenente i fotogrammi, presumibilmente inviata da Mosca, era falso. Inoltre, secondo İsmayılova, un addetto alla manutenzione del quartiere aveva dichiarato che una linea telefonica aggiuntiva era stata installata nel suo appartamento nel luglio 2011 da tecnici della centralina telefonica. I responsabili della centralina, a loro volta, hanno sostenuto che i tecnici avevano agito su ordine del Ministero della sicurezza nazionale che gestiva un ufficio locale su cui l'azienda telefonica non ha alcun controllo. İsmayılova aggiunse che nel luglio 2011 si trovava all'estero e che l'addetto alla manutenzione aveva raccontato di aver incontrato, davanti alla porta del suo appartamento un uomo non identificato che avrebbe dichiarato di essere il proprietario dell'appartamento.
Ad indagine in corso, filmati simili di İsmayılova, registrati in momenti diversi, vennero pubblicati su un altro sito web il 26 luglio 2013, accompagnati da un commento del blogger Emir Milli che avrebbe affermato che "i video con İsmayılova avevano seriamente danneggiato il movimento democratico in generale". Emin Milli ha negato di aver scritto queste parole, riferendosi ad esse come ad una "palese provocazione". Il 2 agosto 2013, un gruppo di giornalisti organizzò una marcia silenziosa in sostegno di İsmayılova. Trenta di loro vennero arrestati e in seguito rilasciati.
Molte organizzazioni internazionali per i diritti umani hanno indirizzato una lettera collettiva al presidente Ilham Aliyev e al Procuratore generale Zakir Garalov, chiedendo un'indagine accurata per porre fine alla campagna denigratoria in corso contro Khadija Ismajlova e l'individuazione dei responsabili. La lettera è stata firmata da Article 19, Civil Rights Defenders, Human Rights House Foundation, Human Rights Watch, International Media Support, Media Diversity Institute, Norwegian Helsinki Committee, Open Society Foundation, PEN International, People in Need Organisation, Reporters Without Borders.

### Arresti e servizi sociali
Il 26 gennaio 2013 Xədicə İsmayılova fu tra le decine di manifestanti pacifici arrestati per aver partecipato ad un'azione non autorizzata a Baku in sostegno alle proteste che si erano svolte nella città di İsmayıllı. İsmayılova si rifiutò di pagare la multa di 500 manat azeri sostenendo di non aver violato la legge. Tuttavia, nel giugno 2013 la Corte distrettuale di Binagadi condannò Ismayilova a scontare 220 ore di servizio sociale, in particolare a spazzare le strade della città. Ismayilova dichiarò in seguito di essere soddisfatta della condanna in quanto "ripulire questo paese dalla spazzatura" era esattamento quello che era abituata a fare. Subito dopo questa dichiarazione, molti dei sostenitori di İsmayılova espressero il loro desiderio di unirsi a lei e ripulire le strade. Immediatamente un ordine esecutivo del distretto dispose la sospensione del servizio, dichiarando che l'opzione di pulizia strade sarebbe stata sostituita con altre opzioni di servizio alla comunità da tenersi in luoghi chiusi. Il 15 agosto 2013 la Corte di appello di Binagadi confermò la decisione precedente. In seguito a questo, İsmayılova, temendo per la sua sicurezza, dichiarò che avrebbe scontato la sua pena soltanto in luoghi pubblici.

### Minacce
Un articolo pubblicato il 13 febbraio 2014 su un sito filo-governativo accusava İsmayılova di trasmettere informazioni in cui si screditavano alcuni membri dell'opposizione politica azera a due membri dello staff del Congresso degli Stati Uniti che si trovavano a Baku presumibilmente per raccogliere informazioni.
Il 14 febbraio 2014 İsmayılova pubblicò sulla sua pagina Facebook la scansione di un documento che sembrava essere il contratto utilizzato dal Ministero della sicurezza nazionale per assumere un informatore. Specificando i termini e le condizioni della strategia ricattatoria, il documento sembrava fornire la prova dei tentativi governativi di infiltrazione dell'opposizione politica azera. Il 18, 19 e 20 febbraio 2014, l'Ufficio del procuratore chiamò in causa İsmayılova per aver diffuso documenti segreti.
Nel settembre 2014, venne lanciata una campagna diffamatoria in cui si sosteneva che İsmayılova aveva lavorato con gli armeni per organizzare una protesta al Summit OSCE di Varsavia. Nel settembre dello stesso anno, a Ismayilova venne notificato che le autorità l'avrebbero attesa al suo rientro a Baku, previsto per il 3 ottobre. Mentre si trovava in stato di fermo, che durò cinque ore, la polizia controllò la scheda di una fotocamera della giornalista alla ricerca di presunti documenti contro lo stato. Poiché al controllo la scheda risultò vuota, İsmayılova venne rilasciata. Poco dopo, un procedimento giudiziario venne depositato contro İsmayılova con l'accusa di diffamazione e insulto sulla base del documento che aveva reso noto il 14 febbraio

### Arresto, processo e condanna per evasione fiscale
Nel febbraio 2014 İsmayılova fece avere ai suoi sostenitori una lista di richieste nel caso in cui fosse stata arrestata. Nell'ottobre del 2014 realizzò un video spiegando quale, secondo lei, sarebbe stato il motivo del suo arresto imminente. Il 5 dicembre 2014, İsmayılova venne arrestata. Si presentò davanti alla Corte del distretto di Sabayil di Baku il 5 dicembre con l'accusa di aver istigato l'ex collega Tural Mustafayev al suicidio. Venne condannata a due mesi di custodia cautelare in base all'articolo 125 del codice penale, rischiando, qualora fosse stata ritenuta colpevole, dai tre ai sette anni di prigione. Alcuni osservatori hanno notato che il suo arresto è avvenuto il giorno dopo che il capo dell'amministrazione presidenziale dell'Azerbaigian, Ramiz Mehdiyev, aveva pubblicato un manifesto in cui İsmayılova veniva definita "il migliore esempio" di giornalista che lavora contro il governo. "Ha messo in atto degli show conto l'Azerbaigian, ha rilasciato dichiarazioni assurde, ha assunto apertamente un atteggiamento distruttivo verso noti membri della comunità azera e diffuso menzogne infamanti", dichiarò Mehdiyev, accusandola di tradimento. Nel febbraio 2015, İsmayılova venne accusata anche di evasione fiscale e abuso di potere. Secondo Reporters Without Borders, l'avvocato di İsmayılova Fariz Namazly dichiarò che con quella mossa le autorità stavano cercando di sopperire alla debolezza delle accuse iniziali mosse contro di lei. Le nuove accuse erano in realtà “aria fritta”, molto simili a quelle mosse contro altri difensori dei diritti umani azeri, tra cui Intigam Aliyev, Rasul Jafarov e Anar Mammadli che avevano subito incriminazioni simili.
Nell'aprile 2015 Tural Mustafayev, il giornalista per cui İsmayılova era stata accusata di istigazione al suicidio, ha rivelato in un'intervista che non aveva più intenzione di portare avanti la causa contro di lei. Mustafayev ha dichiarato, inoltre, che all'inizio del dicembre 2014 aveva contattato l'ufficio del Procuratore generale chiedendo di ritirare la denuncia sporta contro İsmayılova, affermando di avere compiuto quel gesto mentre attraversava un “periodo psicologicamente molto difficile”. Mustafayev ha negato di aver subito pressioni da terzi quando aveva presentato la denuncia, ma allo stesso tempo ha menzionato di essere stato “trattenuto” dopo aver postato un messaggio sulla sua pagina Facebook in cui esprimeva la sua volontà di ritirare il procedimento. La richiesta di Mustafayev è stata ignorata dalle autorità competenti. Il giornalista si è rifiutato di commentare le ragioni di questo rifiuto.
Nel settembre 2015, Xədicə İsmayılova è stata condannata per evasione fiscale e abuso di potere, ma è stata assolta dall'accusa di istigazione al suicidio. La condanna prevedeva sette anni e mezzo di carcere. Prima ancora di ricevere lettura della sentenza, İsmayılova si era rivolta alla Corte europea dei diritti dell’uomo affermando di essere stata detenuta in custodia cautelare per due mesi prima che cominciasse il processo a suo carico. Nel gennaio del 2016, l'avvocata Amal Alamuddin in Clooney ha annunciato che avrebbe difeso İsmayılova davanti alla Corte europea dei diritti dell’uomo. İsmayılova ha accettato l'offerta dell'avvocata Clooney.
L'arresto di İsmayılova è stato condannato dalla Rappresentante per la libertà dei media dell'OSCE Dunja Mijatović, da Reporters Without Borders dalla Presidente dell'Assemblea Parlamentare del Consiglio d'Europa Anne Brasseur, dal Broadcasting Board of Governors, dal Dipartimento di Stato degli Stati Uniti d'America, da Amnesty International, dal progetto transnazionale di giornalismo investigativo Organized Crime and Corruption Reporting Project, da Human Rights Watch, da Freedom House, da Human Rights House Foundation, da Index on Censorship, dal Committee to Protect Journalists, da Civil Rights Defenders, dall'International Women's Media Foundation, dalla Civic Solidarity Platform, dall' International Press Institute, dall'Unione europea, dal Global Investigative Journalism Network e dal Commissario europeo per i Diritti umani del Consiglio d'Europa Nils Muižnieks.
Il 25 maggio 2016, la Corte suprema azera ha disposto il rilascio di İsmayılova in regime di libertà vigilata.

## Premi
- Il 24 maggio 2012, ad Amburgo, Germania, İsmayılova ha ricevuto il Premio “Gerd Bucerius Free Press of Eastern Europe” da parte del Zeit-Stiftung per la sua dedizione al giornalismo indipendente e alla libertà di espressione[81].
- Il 24 ottobre 2012, İsmayılova ha ricevuto il premio “Courage of Journalism” da parte dell'International Women's Media Foundation, organizzazione basata a Washington[1].
- Il 14 ottobre 2013, İsmayılova insieme ai colleghi azeri e cechi ha ricevuto a Rio de Janeiro, Brasile, il Premio “Global Shining Light”, per il reportage in cui emergevano "discutibili rapporti d'affari“ che vedevano coinvolta la famiglia del presidente azero Ilham Aliyev[82].
- Nel 2015, mentre İsmayılova si trovava in carcere, ha vinto il "Premio PEN/Barbara Goldsmith Freedom to Write" che le sarebbe stato consegnato a New York nel maggio dello stesso anno[83].
- Sempre nel 2015, ha ricevuto il premio Anna Politkovskaja per le sue indagini sulla corruzione[84].
- Nel novembre del 2015, İsmayılova, insieme ad altre sei persone, ha ricevuto il "Premio Alison Des Forges Award for Extraordinary Activism" da parte di Human Rights Watch[85].
- Nel 2016 ha vinto il premio "UNESCO/Guillermo Cano World Press Freedom"[86].